# Jacky Terrasson
Jacky Terrasson, właśc. Jacques-Laurent Terrasson (ur. 27 listopada 1966 w Berlinie) – francuski pianista jazzowy, zamieszkały w Stanach Zjednoczonych.
Urodził się w Niemczech, jego matka była Francuzką, a ojciec Amerykaninem. Naukę gry na fortepianie rozpoczął mając pięć lat.
Dzieciństwo i lata młodzieńcze spędził w Paryżu. W wieku 15 lat uczęszczał do paryskiej szkoły kształcącej w kierunkach
artystycznych - Lycée Lamartine. Potem wyjechał na studia do bostońskiej Berklee College of Music, gdzie uczył się m.in. razem z pianistą Danilo Pérezem. Wkrótce potem (za zezwoleniem rodziców, bo nie był jeszcze pełnoletni) grał w klubie Blondie's w Chicago. W 1988 musiał wrócić do Francji (roczna służba wojskowa), potem przez dłuższy czas szukał zajęcia związanego z graniem muzyki. Po niemal roku zaczął grać w różnych klubach, akompaniował wokalistkom: Dee Dee Bridgewater i Abbey Lincoln.
W 1990 wyjechał do Stanów Zjednoczonych i zamieszkał w Nowym Jorku. W 1993 wygrał konkurs pianistyczny – Thelonious Monk Piano Competition, po czym niemal rok spędził w trasie akompaniując amerykańskiej wokalistce jazzowej Betty Carter. Przez półtora roku był też członkiem zespołu perkusisty Arta Taylora.
Koncertował i nagrywał z wieloma znanymi muzykami, m.in. z Cassandrą Wilson, Michaelem Breckerem, Mino Cinelu, Dianne Reeves, Jimmym Scottem, Charles’em Aznavourem czy Ry'em Cooderem.

## Dyskografia

### Albumy nagrane w charakterze lidera i współlidera
| Nagrany | Wydany | Album           | Wykonawca - lider                   | Wytwórnia         |
| ------- | ------ | --------------- | ----------------------------------- | ----------------- |
| 1991    | 2001   | Moon & Sand     | Jacky Terrasson i Tom Harrell       | Jazz aux Remparts |
| 1992    | 1993   | What's New      | Jacky Terrasson Quartet             | Jazz aux Remparts |
| 1994    | 1994   | Jacky Terrasson | Jacky Terrasson                     | Blue Note Records |
| 1994    | 2002   | Lover Man       | Jacky Terrasson                     | Venus Records     |
| 1996    | 1996   | Reach           | Jacky Terrasson                     | Blue Note Records |
| 1997    | 1997   | Rendezvous      | Jacky Terrasson i Cassandra Wilson  | Blue Note Records |
| 1998    | 1998   | Alive           | Jacky Terrasson                     | Blue Note Records |
| 1998    | 1999   | What It Is      | Jacky Terrasson i Michael Brecker   | Blue Note Records |
| 2001    |        | À Paris...      | Jacky Terrasson                     | Blue Note Records |
| 2001    |        | Kindred         | Jacky Terrasson i Stefon Harris     | EMI               |
| 2002    |        | Smile           | Jacky Terrasson                     | Blue Note Records |
| 2003    |        | Into the Blue   | Jacky Terrasson i Emmanuel Pahud    | Blue Note Records |
| 2005    | 2012   | Close to You    | Jacky Terrasson i Rigmor Gustafsson | ACT Music         |
| 2007    |        | Mirror          | Jacky Terrasson                     | EMI               |
| 2010    |        | Push            | Jacky Terrasson                     | Concord Jazz      |
| 2012    |        | Gouache         | Jacky Terrasson                     | Universal         |

### Albumy nagrane w charakterze muzyka sesyjnego lub członka zespołu
| Nagrany | Wydany | Album                         | Wykonawca - lider                      | Wytwórnia            |
| ------- | ------ | ----------------------------- | -------------------------------------- | -------------------- |
|         | 1990   | The Things We Did Last Summer | Guy Lafitte                            | Black & Blue Records |
|         | 1991   | Seth Air                      | Wallace Roney                          | Muse Records         |
|         | 1992   | As We Speak                   | Jesse Davis                            | Concord Jazz         |
|         | 1993   | When the Time is Right        | Javon Jackson                          | Blue Note Records    |
|         | 1993   | Sax Storm                     | Grand Central                          | Evidence             |
|         | 1994   | Telepathy                     | Cindy Blackman                         | Muse Records         |
|         | 1994   | Freedom Jazz Dance            | Eddie Harris                           | Musicmasters         |
|         | 1995   | For One Who Knows             | Javon Jackson                          | Blue Note Records    |
|         | 1996   | Heaven                        | Jimmy Scott                            | Sire Records         |
|         | 1996   | Shades of Blue                | Bob Belden                             | Blue Note Records    |
|         | 1997   | Thru the Haze                 | Jaz Klash                              | Cup Of Tea Records   |
|         | 1998   | Primary Colours               | ścieżka dźwiękowa filmu Barwy kampanii | MCA                  |
|         | 1998   | In The Now                    | Cindy Blackman                         | High Note            |
|         | 1999   | Jazznavour                    | Charles Aznavour                       | Alcinter Records     |
|         | 1999   | Fascinoma                     | Jon Hassel                             | Water Lily Acoustics |
|         | 2000   | A Lil' Somethin' Somethin'    | Cindy Blackman                         | 32 Jazz              |
|         | 2001   | Stefano Di Battista           | Stefano Di Battista                    | Blue Note Records    |
|         | 2001   | The Simple Life               | Leon Parker                            | Label M              |
|         | 2005   | Chávez Ravine                 | Ry Cooder                              | Nonesuch Records     |
|         | 2007   | My Name Is Buddy              | Ry Cooder                              | Nonesuch Records     |
|         | 2009   | Diachronism                   | Ibrahim Maalouf                        | Mis'Ter Productions  |